# 圆叶大黄
圆叶大黄（学名：Rheum tataricum）为蓼科大黄属下的一个种。

## 扩展阅读
- 維基物種上的相關：圆叶大黄